# Sphingonotus gypsicola
Sphingonotus gypsicola är en insektsart som beskrevs av Llucià-pomares 2006. Sphingonotus gypsicola ingår i släktet Sphingonotus och familjen gräshoppor. Inga underarter finns listade i Catalogue of Life.